# Бурнооктябрьское (городище)
Бурнооктябрьское — средневековое городище близ села Нурлыкент Жуалынского района Жамбылской области Казахстана. Раскопки проводились в 1940 году Жамбылской археологической экспедицией (рук. Г. И. Пацевич), в 1955 году Туркестанской экспедицией (рук. Е. И. Агеева), в 2000 году экспедицией Института археологии им. А. Х. Маргулана (К. М. Байпаков, Д. А. Лобас). Прямоугольный в плане холм. Городище имеет вид четырёх площадок, расположенных на разной высоте. Первая южная площадка возвышается над окружающей местностью на 2 м (размеры с севера на юг 27 м, с запада на восток — 55 м). Вторая идет уступом выше первой (высота 5,5 м над окружающей местностью, имеет размеры с запад на восток 50 м, с севера па юг 20 м). Третья площадка — на высоте 15,5 м (размеры с севера на юг 12 м, с запада на восток 18 м). Вплотную к северному склону этой площадки примыкает четвёртая площадка, находящаяся па одном уровне с окружающей местностью (размеры с запада на восток 90 м, с севера на юг 70 м). Площадка ограничена с трёх сторон (за исключением южной) остатками земляного вала высотой 0,3—0,5 м. Найденные при раскопках предметы относятся к 11—12 векам.